# Morone chrysops
Morone chrysops е вид лъчеперка от семейство Moronidae.

## Разпространение
Видът е разпространен в Канада и САЩ.